# U-2365号潜艇
U-2365号潜艇为纳粹德国海军XXIII级潜艇（德语：Klasse XXIII、或称Typ XXIII）的一艘。该艇曾于1945年5月8日在卡特加特海峡自沉，1956年6月被联邦政府打捞并再次服役。1966年9月14日该艇在黑尔戈兰岛的多格海沙洲附近因风暴沉没，19人遇难。

## 服役历史

### 纳粹德国海军时期
U-2365号潜艇于1945年3月2日服役。由于服役时已临近战争尾声，该艇并未取得任何战果，最终于1945年5月8日中被凿沉在卡特加特海峡。

### 联邦德国海军时期
1955年5月联邦国防部批准打捞公司Beckedorf的申请，同意对沉没于安霍尔特岛附近的U-2365号潜艇进行打捞。1956年6月U-2365号从50米深的水底被打捞上来，由于潜艇自沉时曾经把燃料槽打开，泄露到舱内的燃料隔绝了海水从而对艇内设备起到了保护作用，检查发现潜艇状态非常之好，不到一年就完成了修复工作并再次投入现役。修复后的潜艇几乎完全保持了原样，仅仅更换了一套新式声纳系统。新潜艇作为海军训练舰于1957年8月15日入役，被命名为“鲨鱼号”（U-Hai, S-170）。首任艇长艾尔哈特上尉（Kapitänleutnant Ehrhardt），母港为米尔维克，稍后转为霍尔斯泰因地区诺伊斯塔特。

## 事故
1966年9月14日该艇在水面航行时遭遇风暴，沉没于黑尔戈兰岛的多格海沙洲40米深的海底。20名乘员中只有厨师彼得·希尔贝纳格尔中士（Obermaat Peter Silbernagel）幸存，他在风浪中漂流了14个小时，最终在北海被一艘英国拖网渔船救起。
5天后潜艇被打捞船Magnus III号打捞，并拖往埃姆登进行调查，1966年9月26日正式除役并解体。
潜艇的船钟保存在拉波尔海军纪念馆（Marine-Ehrenmals Laboe），不过在70年代不幸失窃，现在展出的是一尊复制品。

## 资料来源
www.abendblatt.de